# Юрату, Альбина Васильевна
Альбина Васильевна Юрату (настоящая фамилия Любимова; 25 августа 1959, деревня Норваш-Шигали Батыревского района Чувашии) — чувашская поэтесса, писательница, журналистка. Заслуженный работник культуры Чувашской Республики (2008).
Состоит в Союзе Писателей Чувашии (1992).
Член Союза журналистов Российской Федерации с 2012 года.
Член Союза Евразийских писателей с 2004 года.

## Жизнь и творчество
Родилась 25 августа 1959 года в деревне Норваш-Шигали Батыревского района Чувашии.
Получила образование на историко-филологическом факультете Чувашского государственного университета и на факультете журналистики Московского государственного университета.
Во время учёбы сотрудничала с газетами «Ульяновец», «Московский университет».
В 1982 году работала в газете «Колхоз ялавĕ» Яльчикского района Чувашской АССР.
С 1983 года по 1990 год работала редактором местного радио на Чебоксарской чулочно-трикотажной фабрике.
С 1990 года по 2004 год работала пресс-секретарем в природоохранных органах.

## Произведения
Сочинять стихи начала в молодости. Печатала их в газетах «Авангард», «Пионер сасси», «Пионерская правда», «Молодой коммунист», «Коммунизм ялавĕ», «Хыпар», (Вести), «Чăваш хĕрарăмĕ», (Чувашская женщина), «Çамрăксен хаçачĕ», (Молодежная газета), «Хресчен сасси», (Голос крестьянина), «Тантăш», (Ровесник) «Ульяновец», «Тăван Ен» (Родная сторона"- (Чувашия), «Урал сасси» (Голос Урала) — (Башкирия), «Канаш» — (г. Ульяновск), «Зеленый мир», (Нижний Новгород), «Природно-ресурсные ведомости» и «Экологическая газета», «Московский комсомолец» — (Москва).
в журналах «Тăван Атăл», (Родная Волга), «Ялав», (Знамя), «Самант», «Тетте», (Игрушка), «Пике» (Девушка), «Федеральный вестник Чувашии» — Чувашия, «Лесник» — Россия, «Кирмызычизги» (Красная линия), «Санат» (Искусство) — Турция. и т. д.
Альбина Юрату с 1992 года по 2022 год издала более 20 сборника стихов как на родном чувашском, так и на русском языках:
- «Каях! Сывă пул!» (1992).(Прощай, будь счастлив, 1992),
- «Эпĕ сана юрататăп» (1994); (Я тебя люблю, 1994),
- «Чĕрем витĕр иккĕн утас çул выртать» (1996);(Через сердце мое мы пройдем вдвоем,1996),
- «Çӳл тӳпере çич çăлтăр» (1996);(На небосклоне семь звезд, 1996) коллективный сборник,
- «Любовь моя. Боль моя» (Ман юрату — ман ырату, по-русски, 2001);
- «И многоточие ставлю я опять…» (вырăсла, 2000);«И многоточье ставлю я опять…» (2000),
- «Кĕтетĕп сана, килсем…» (2004); (Жду тебя…, 2004),
- «Симĕс куçлă юратăвăм», (Зеленоглазая любовь, 2006),
- «Я жить без тебя не могу….» (2007),
- «Юрă пултăр парне» (Песня в подарок, 2007), коллективный сборник.
- «Эп килнĕ юратма…» (Я пришла любить…, 2008),
- «Эп чи пуян хĕрарăм çĕр çинче…» (Любовью я богата, 2010),
- «Ай, юрлар-и юррине» (Споемте друзья, 2010), коллективный сборник,
- «Шырамастăп çăлтăр тÿпере» (Не ищу звезду на небе, 2010), коллективный сборник,
- «Алфавит А-Я» (2011),
- «Чăваш юрри» (Чувашская песня, 2012), коллективный сборник.
- «Туслă çемье» (Дружная семья), (2014).
- Перевела рассказы Нины Абрамовой, которые изданы в книге «Çăтмах кайăкĕн телейĕ»(Счастье райской птицы), (2017).
- «Пире тăван кĕтсе тăрать» (Родные в гости приглашают, 2020), коллективный сборник.
- «Сан яту ман чĕре таппинче» (Твое сердце в биении моего сердца, 2019) .
- «Данькины сказки. Данька юмахĕсем, 2022», на чувашском и русском языках. и т. д.

На стихи Альбины Юрату сложены около 600 песен. Их исполняют более 100 артистов чувашской эстрады, среди которых как народные артисты Чувашии, так и заслуженные артисты Чувашии…

## Награды
- В 2001 году удостоена премии имени Эмине[источник не указан 36 дней].
- В 2008 году за высокие заслуги перед народом Указом Президента Чувашии ей присвоено звание «Заслуженный работник культуры Чувашской Республики».
- Альбина Юрату лауреат многих Международных, Российских и республиканских конкурсов.
- Альбина Юрату лауреат премии поэзии тюркских народов имени Караджаоглана.
- Альбина Юрату лауреат премии имени Николая Никольского Союза журналистов Чувашии (2016)